# 유도 (초안왕)
초안왕 유도(楚安王 劉道, ? ~ 기원전 129년)는 전한의 황족 · 제후왕이다.
초문왕 유례의 아들로, 기원전 151년에 아버지가 죽자 초왕의 작위를 이었다. 기원전 129년, 재위 22년 만에 죽어 시호를 안이라 했고, 아들 양왕 주가 뒤를 이었다.

## 가계
- 초문왕 유례 (아버지)
  - 초안왕 유도
    - 초양왕 유주 (아들)
    - 행산후 유성
    - 부구절후 유불해

유성과 유불해는 원광 5년(기원전 132년) 후9월 임술일에 봉해졌다.